# Uroleucon pieloui
Uroleucon pieloui är en insektsart som först beskrevs av Richards 1972.  Uroleucon pieloui ingår i släktet Uroleucon och familjen långrörsbladlöss. Inga underarter finns listade i Catalogue of Life.